# Iglesia de San Andrés (Jaén)
La iglesia de San Andrés y Santa Capilla es una iglesia de la ciudad de Jaén. Es sede y propiedad de la Santa Capilla y Noble Cofradía de la Limpia Concepción de Nuestra Señora.

## Historia
La Iglesia de San Andrés tiene su origen en el templo mudéjar del mismo nombre. El edificio puso ser anteriormente una sinagoga judía, aunque este extremo es una mera hipótesis sin confirmar. En el siglo XIII, se convirtió en parroquia, hasta el año 1843 que desaparece.
En 1515 se funda la Santa Capilla, gracias a las donaciones de Gutierre González Doncel, tesorero del papa León X y protonotario apostólico y del propio papa, que autorizó que se tomara tierra de las catacumbas de las iglesias romanas de Santa María del Campo Santo, San Sebastián de las Catacumbas, San Gregorio y Santa Pudenciana para esparcirla por las bóvedas y criptas de sepultura de cofrades situados bajo la capilla, de ahí el título de «Santa». Está consistía en una sala de oración y culto a la Inmaculada Concepción y era propiedad de Cofradía de la Limpia Concepción de Nuestra Señora.
La fundación de la Santa Capilla y Cofradía en esta iglesia parroquial de San Andrés se llevó a cabo tras un intento de fundarla en la antigua catedral. Finalmente recaló en san Andrés debido a que Gutierre González Doncel era vicario parroquial. Con la construcción de la capilla y la adquisición, por parte de la cofradía, de diversos inmuebles aledaños al antiguo templo parroquial, modificaron la estructura hasta lo que podemos observar actualmente.

### Cofradía
Desde su fundación presenta tres fines principales, vestir pobres y dotar doncellas, mantener tres escuelas gratuitas, y sostener el culto divino en la iglesia.
Cofrades destacados
Entre los muchos cofrades que han sido a lo largo de los años cabe destacar a san Pedro Poveda y al obispo Maximiliano Fernández del Rincón y Soto Dávila.

## Exterior

### Portada

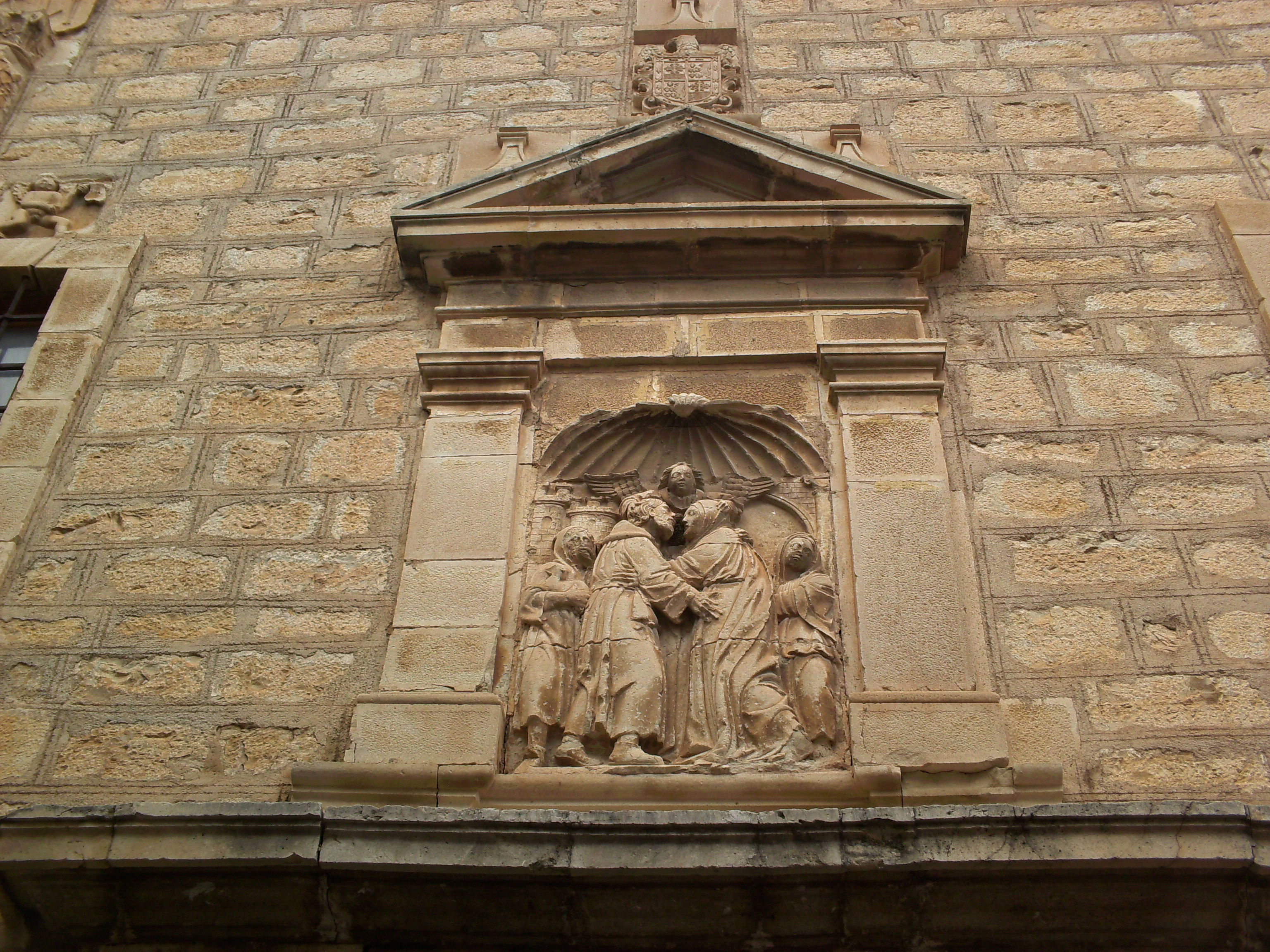
Escena del Encuentro en la Puerta Dorada de la portada de la calle Rostro

La portada de la calle del Rostro, por la que se accede a las dependencias de la cofradía, fue realizada en el siglo XVIII con restos arquitectónicos platerescos. El bajorrelieve central muestra el abrazo de san Joaquín y santa Ana ante la Puerta Dorada de Jerusalén.

### Patio
El patio sirve de distribuidor para el acceso a las distintas dependencias desde la entrada de la Calle del Rostro, tales como la iglesia, sacristía, Sala de Gobierno y Cabildos, Escuelas y al enterramiento de Cofrades. Entre la entrada por dicha calle y el patio se dispone un porche limitado por una breve arcada de dos arcos apuntados sostenidos por columnas, obra de Francisco del Castillo el Mozo, y rematado con magnífico artesonado. Bajo el citado soportal hay un excelente relieve alegórico a la Inmaculada, obra anónima del siglo XVI y una preciosa fuente. Asimismo, un hermoso brocal de pozo en cerámica, datado en el siglo XIII.
En el centro del patio figura un pequeño monumento con busto imaginario en bronce del fundador, Gutierre González Doncel, inaugurado el 8 de diciembre de 1914, en vísperas de conmemorarse el IV centenario de la fundación de la Santa Capilla.
|                                 |
| Portada de la calle san Andrés. |

|                               |
| Vista superior de la iglesia. |

|                             |
| Fachada de la calle Rostro. |

|                  |
| Vista del patio. |

## Interior

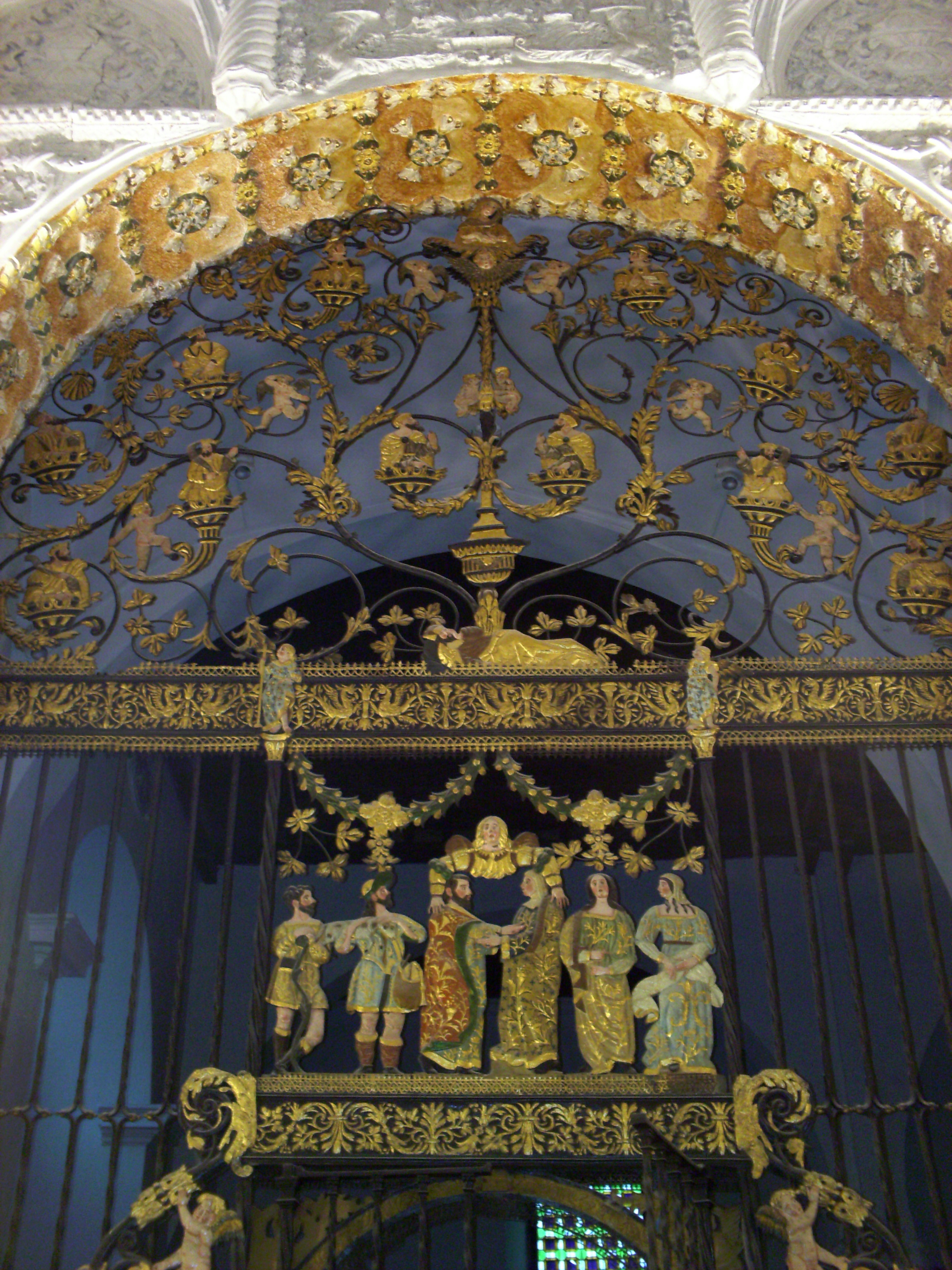
Reja del maestro Bartolomé de Jaén

### Altar mayor
El presbiterio está presidido por un retablo de estilo barroco decadente tallado, en el siglo XVIII, por Alonso Colmenero. Las esculturas, de San Andrés, San Pedro, San Pablo y los ángeles, las realizó José de Medina y las pinturas Luis de la Barrera. Este retablo sustituye a uno anterior de Pedro Machuca. En la parte alta figura el escudo de armas de Gutierre González Doncel. Fue terminado en 1754 y ofrece un conjunto severo pero agradable.

### Santa Capilla y Camarín de la Inmaculada
La Santa Capilla, al igual que la iglesia, se construyeron guardando el estilo ojival mudéjar, como se puede comprobar en la arquería de ambas y en la cúpula de la Capilla, de tracería gótica con arandelas doradas en las juntas. El lucernario está provisto de ocho ventanales.
Se encuentra cerrado por una magnífica reja de hierro forjado, estofado y sobredorado en oro, obra del maestro Bartolomé hacia 1523, autor, entre otros, de la reja de la Capilla Real de Granada. Es de estilo renacentista con detalles y calados que son verdaderos encajes. En el centro de la reja se halla figurado el misterio de la Inmaculada Concepción con el abrazo de San Joaquín y Santa Ana, unidos por un ángel, ante la puerta áurea de Jerusalén. En la parte alta figura el árbol genealógico de la Stma. Virgen María.
El retablo actual es de 1699 y sustituye a otro antiguo y primitivo de 1523, que había sido traído de Toledo y era original de Juan de Borgoña, este no incluía el camarín de la Virgen. El nuevo lo realizó el giennense Andrés Bautista Carrillo por setecientos ducados. Es de estilo barroco, encuadrado por dos grandes columnas salomónicas enredadas en pámpanos de vid y racimos en oro. Está coronado por un bello cuadro de la Inmaculada obra de Ambrosio de Valois, quién también se encargó del dorado del altar, para lo cual se trajeron de Madrid 98 libras de oro y los colores necesarios. En 1735 se sustituyó la primitiva talla de la Virgen que había en el camarín por la actual, realizada por el escultor Felipe de Mesa, además de los cinco ángeles, la imagen fue estofada y dorada por Francisco de Pancorbo. Fue colocada en su camarín el 12 de septiembre de 1736.
|                       |
| Camarín de la Virgen. |

|                       |
| Bóveda de la capilla. |

|                     |
| Bóveda del camarín. |

### Sala capitular
La sala es el lugar en el que tienen sus reuniones los miembros de la cofradía. Está presidida por un estrado presidido por un cuadro anónimo del siglo XVIII de la Inmaculada, a los lados se ubican sendos retratos de Gutierre González Doncel y del papa León X. El resto de la sala está circundada por asientos en todo el perímetro. En las paredes se representa la historia de San José mediante doce pinturas.
Está cubierta por un artesonado obra entallador Gutierre Gierero, mismo autor de los que se encuentran en la sacristía y el soportal de entrada. En la escalera se encuentra un cuadro de la Piedad, réplica del original de Van Dyck de la Pinacoteca de Múnich.

### Sala de gobierno
En el centro se ubica un cuadro anónimo del «Cristo del Lagar», alegoría de la Santísima Trinidad, flanqueado por dos lienzos que representan a San Francisco de Paula y a Santa Rita. En los laterales se encuentra un cuadro de Santa Bárbara obra de Ambrosio de Valois y otro réplica de la «Piedad» de Van Dick del Museo Real de Amberes. También encontramos una reliquia de San Pacífico, enviada desde Roma en 1762 por el canónigo de Toledo Don Juan de Uraca y una colección de dieciséis libros de coro de los siglos XVII y XVIII.